# Хаус-Кхаз
Хауз-Кхас — архитектурный исторический комплекс (хинди: हौज़ ख़ास; панджаби: ਹੌਜ਼ ਖ਼ਾਸ, Урду: حوض خاص), находится на юге Дели, состоит из бассейна и нескольких построек: медресе, мечети, гробницы и павильонов. Комплекс расположен на месте бывшей деревни XIII века, возникшей во времена Делийского султаната. Это место являлось частью Сири, второго средневекового города Дели в Индии, и относится ко времени правления Ала-уд-дина Хилджи (1296—1316). Этимология названия: в переводе с урду «Хауз» — «водоем», «Кхас» — «королевский», Хауз-Кхас — «Королевский водоём». Большой резервуар, снабжавший водой жителей Сири, является первой постройкой династии Хилджи (что подтверждает табличка на галерее).
Водоём был очищен от ила при правлении Фируз-шаха Туглака (1351—1388). На берегу водоёма были построены мечеть, медресе и гробница. В центре ансамбля находится L-образная гробница Фируз-шаха Туглака.
Деревня Хауз-Кхас — место многочисленных захоронений мусульманских королевских династий XIV—XVI веков. В 1980-х стала центром жилой и коммерческой недвижимости высокого класса в южном Дели. Сейчас здесь находятся относительно дорогие гостиницы, коммерческая недвижимость, многочисленные арт-галереи, роскошные бутики и рестораны. Ещё одной местной достопримечательностью парка является озеро с лебедями и утками.

## История
Водоём, вырытый для нужд города при правлении Ала-уд-дина Хилджи (1296—1316), во время строительства второго города Дели — Сири-Форта, имел первоначальное название Хауз-и-Алай Хилджи. Затем Фируз-шах Туглак (1351—1388) из династии Туглаков (1321—1398) очистил дно резервуара от ила и узкие каналы от засоров. Водоём стал занимать площадь в 50 га размерами 600 м в ширину, 700 м в длину и 4 м в глубину. В настоящее время резервуар имеет меньший объём из-за наводнений и ила, но поддерживается в рабочем состоянии.
Фируз-шах правил в новом городе, названным Ферозабадом (сейчас называется Фероз Шах Котла) — пятым городом Дели. Фируз-шаха знали как просвещённого монарха: «Он обладал острым чутьём исторического момента, утвердил законность династии и увековечил мощь в архитектуре». Он оплачивал строительство монументов (несколько мечетей и площадей) в новаторском архитектурном стиле, ирригационные работы, реставрировал старинные памятники, такие как Кутаб-Минар, мавзолей Султана Чари и Сурай Кунд, а также были смонтированы две колонны Ашока, специально доставленные из районов Амбала и Мирут в Дели. В Хауз-Кхасе шах восстановил несколько монументов на южном и восточном берегах резервуара.
Уже в наше время усилия по развитию деревни Хауз-Кхас предпринимала и Администрация по развитию Дели: озеро было поставлено на консервацию и было сухим несколько лет. В 2004 году был осуществлён план по созданию запаса воды за южным гребнем Делийской гряды с помощью дамбы и направлять из него воду в озеро. В настоящее время озеро Хауз-Кхас и парк активно развиваются, создан олений парк, построены объекты инфраструктуры. Здесь любят прогуливаться многие делийцы и гости Индии.

## Архитектура
Основной отличительной особенностью стиля Туглакаджа и Синоптимиуса являются прочные, недекорированные наклонённые внутрь стены. Самые значительные строения Фируз-шах построил на восточной и северной сторонах резервуара. До наших дней сохранились медресе, небольшая мечеть, главная гробница и шесть павильонов с куполами — все это было построено с 1352 по 1354 год.

### Медресе

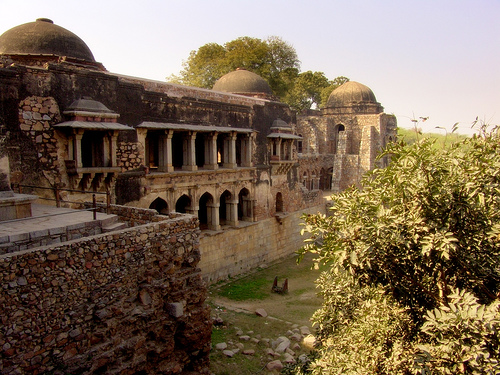
Северный рукав медресе

Главный исламский образовательный институт в Делийском султанате — медресе был основан в 1352 году. Это учебное заведение задумывалось как самая большая и самая лучшая по оснащению Исламская семинария в мире. Во времена правления Фируз-шаха в Дели находились три главных медресе. Одно из них — это медресе Фируз-шаха в Хауз-Кхасе. После Багдада, Дели был вторым влиятельным центром исламского образования в мире. Деревня Тарабабад вокруг медресе обладала высоким культурным статусом и снабжала учебное заведение всем необходимым.
Для строительства медресе применили новое архитектурное решение. Комплекс зданий в форме буквы «L» окаймляет с южной и восточной сторон резервуар. Северное крыло L-образного комплекса составляет 76 м, а западное — 138 м. Два рукава медресе сходятся к большой гробнице Фируз-шаха. С северной стороны учебного заведения примыкает небольшая мечеть. К комплексу медресе относятся также возвышающиеся над озером павильоны. Два павильона расположены на северной стороне озера, между гробницей и мечетью, а несколько других — с восточной стороны. Крылья комплекса сходятся к главной гробнице, к воротам с небольшим куполом. Двухэтажное северное крыло украшено балконами и тремя башнями. На втором этаже балконы поддерживаются декорированными, расположенными под крышей, кронштейнами, а в нижнем ярусе — консолями. Также на верхнем ярусе помещаются карнизы с лепными украшениями, хотя во время строительства карнизы существовали и на нижнем этаже.
На каждом этаже медресе лестничные пролёты ведут вниз к озеру. Квадратные и восьмигранные помещения с кенотафами скорее всего являются гробницами преподавателей Медресе.
Регулярный курс обучения состоял из следующих предметов: астрономия, математика, медицина, каллиграфия, грамматика, риторика. Позднее к ним добавился санскрит. Из записей первого директора: «Джалал ал-Дин Руми знает четырнадцать наук, может цитировать Коран согласно семи методам прочтения и владеет в совершенстве пятью уровнями изложения Традиций Пророка».
Медресе существовало на пожертвования от Королевского двора.
В 1398 году монгольский завоеватель Тамерлан одержал победу над Мохамедом Шахом Туглаком, захватил и разграбил Дели. Лагерь Тамерлана размещался в районе Хауз-Кхас. Его слова о водоёме и зданиях вокруг Хауз-Кхасе:

Когда я дошёл до городских ворот, я тщательно исследовал башни и стены и вернулся к постройкам Хауз-Кхаса. Резервуар, который был построен Фируз-шахом, облицован по окружности камнем и сту́кко. Каждая сторона водоёма больше, чем дальность полёта стрелы, а вокруг размещены здания. Резервуар наполняется сезонными дождями и снабжает город водой весь год. Гробница султана Фируз-шаха находится на возвышении.

Хоть его описание места верно, но приписывание им строительства резервуара Фируз Шаху является заблуждением.

### Павильоны
Медресе находится с северной стороны водоёма, а с южной стороны к нему примыкает парк. Вход в парк расположен с восточной стороны водоёма, через деревню Хауз-Кхас. Около медресе построены шесть изысканных павильонов. Все павильоны разной формы (прямоугольной, шестиугольной или восьмигранной) с куполами, в основании, предположительно, помещаются захоронения.
Группа из трёх построек с полусферическими куполами: большой купол 5,5 м и два маленьких по 4,5 м в диаметре представляют собой изящную архитектурную композицию в виде трёхлистника. Каждый павильон расположен на цоколе высотой 0,8 м и поддерживает квадратной формы антаблеме́нт с колоннами, которые украшены капителями. К западу от павильонов с двойными колоннами виднеются руины внутреннего двора прямоугольной формы. Предполагается, что павильоны и двор использовались как часть медресе в прошлом. Ещё одна заметная постройка к югу от гробницы Фируз-шаха — это небольшой павильон с восьмью колоннами и свисающими большими балками размещёнными по краю крыши. Они поддерживают небольшой купол.

### Мечеть
К северной части медресе пристроена небольшая мечеть. Ки́бла мечети выступает в сторону резервуара на 9,5 м. С юго-восточной стороны мечети под воротами, украшенными куполом, находится вход в три комнаты размером 5,3×2,4 м. Их назначение неизвестно. План мечети напоминает букву «С»: двойной ряд колон окружает возвышающийся зал для молитв, который находится под открытым небом. На стене киблы можно отчётливо видеть пять михрабов. Главный михраб, украшен куполом чхатри и развёрнут в сторону резервуара. Другие михрабы расположены симметрично по обе стороны от главного михраба и поддерживаются консолями.

### Гробница Фируз-шаха

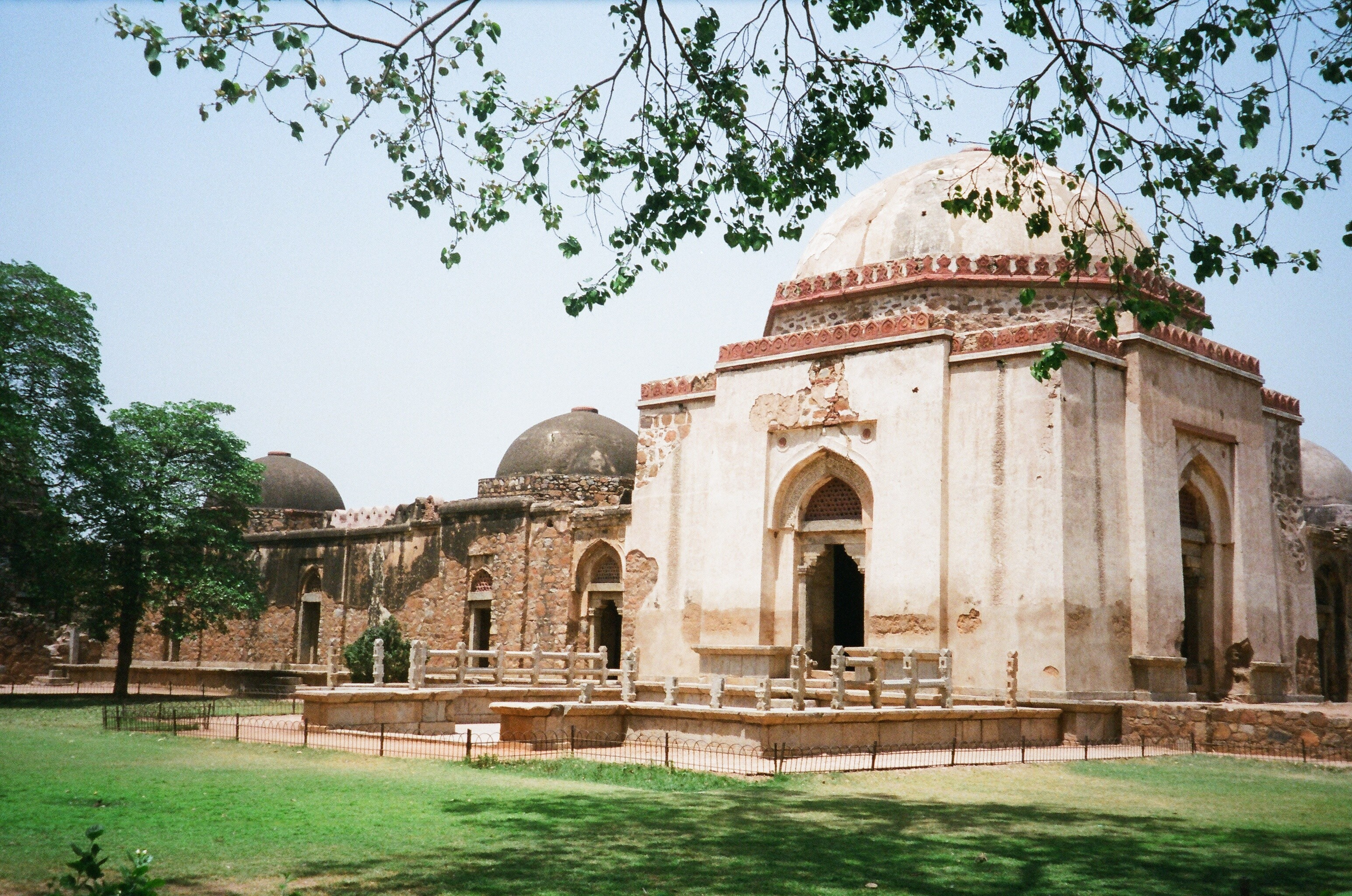
Гробница Фируз-шаха с прилегающим медресе в Хауз-Кхасе, Дели

Гробница, построенная Фируз-шахом для себя на огороженной территории Хауз-Кхаса, — исторически значимое сооружение. Гробница исполнена в строгой манере, находится на пересечении двух крыльев медресе L-образной формы. Вход в гробницу расположен с южной стороны. Гробница возвышается на цоколе многогранной (14-гранной) формы, который построен из камня. В квадратном плане размеры гробницы составляют — 14,8 м в длину и высоту, диаметр купола 8,8 м. Лицевая сторона гробницы возвышается над водоёмом и является максимальной по высоте. Северный вход в гробницу украшен купольными воротами, которые составляют 2/3 высоты гробницы. Ширина ворот равна 1/3 ширине гробницы. Холл, ограничивающий другие входы, украшен пятнадцатью эркерами. Вторая дверь через входные ворота и коридор в форме буквы «L» ведёт в комнату с кенотафами. Подобные входы — у открытых павильонов с западной стороны границы. Потолок купола украшен золотыми медальонами с надписями из Корана. У основания гробницы с внешней стороны сохранились бойницы. Проход с северной стороны, который ведёт к основной лестнице и соединяется с резервуаром — это интересная характерная черта архитектуры Туглаков.
Гробница сделана из кварцевого щебня и покрыта внутри штукатуркой с добавлением искрящегося белого цвета. Двери, перемычки, колонны изготовлены из серого кварца и красного песчаника с зазубренной резьбой. Дверной проём представляет собой сочетание индийской и исламской архитектур. Другой особенностью, которая не используется ни в каком другом памятнике архитектуры Дели, это ограда при входе с южной стороны гробницы. Внутри находятся четыре захоронения. Предполагается, что центральный кенотаф принадлежит Фируз-шаху, остальные — двум его сыновьям и внуку.
Гробница реставрировалась при правлении династии Лоди в 1507 году.

## Деревня
Деревня Хауз-Кхас известна со времён Средневековья. Удивительные здания были построены вокруг для большого сообщества преподавателей и студентов из медресе. В настоящее время деревня не только сохранила очарование старины, но и обладает известной привлекательностью благодаря ухоженному зелёному парку, огромным деревьям вокруг дорожек для прогулок, изысканным магазинам, жилым комплексам, арт галереям, расположенным в округ старой деревни.

## Исторические памятники Хауз-Кхаса

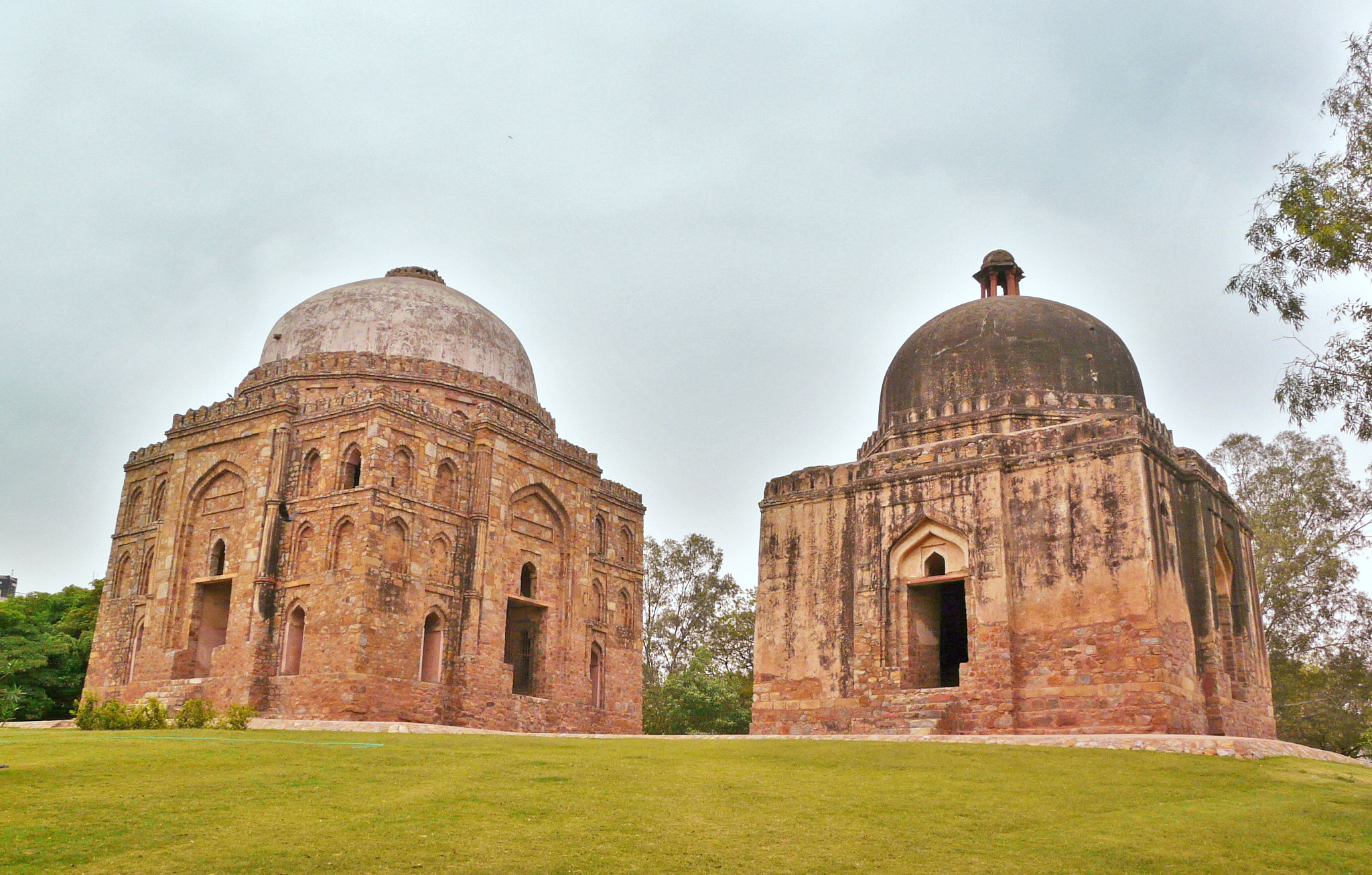
Дади-Поти-ка-Гумбад (мавзолей).